# Zeppelin-Lindau D.I
Lo Zeppelin-Lindau D.I, citato anche come Zeppelin-Lindau (Dornier) D.I, fu un aereo da caccia monomotore biplano sviluppato dall'azienda aeronautica tedesco imperiale Zeppelin Werk Lindau GmbH negli anni dieci del XX secolo e rimasto allo stadio di prototipo.

## Storia del progetto
Come risultato della veloce evoluzione dell'arma aerea durante tutta la prima guerra mondiale, dove entrambe le contrapposte forze delle nazioni della Triplice intesa e degli Imperi centrali riuscivano a sviluppare aerei sempre più avanzati, all'inizio del 1918, l'Idflieg esortava le aziende aeronautiche a sviluppare nuovi modelli in grado di raggiungere prestazioni superiori a quelle fornite dai velivoli già in servizio nei reparti della Luftstreitkräfte, la componente aerea del Deutsches Heer (l'esercito imperiale tedesco). In quest'ambito anche la Zeppelin-Lindau pianificò la costruzione di un modello dalle caratteristiche innovative.
A tale scopo il gruppo di lavoro che faceva capo all'ingegnere Adolph Rohrbach, tra cui Claude Dornier, avviò lo sviluppo di un velivolo di costruzione quasi interamente metallica che, pur conservando l'impostazione generale dei pari ruolo utilizzati nel periodo, monomotore monoposto a velatura biplana e carrello fisso, introduceva una serie di soluzioni tecniche avanzate, la più evidente relativa all'utilizzo di una coppia di ali che riducevano al massimo la interferenza aerodinamica tipica dei biplani, ovvero i montanti interalari, adottando l'ala superiore a parasole abbinata a quella bassa montata a sbalzo sulla fusoliera. Altro particolare era l'adozione di un carrello d'atterraggio che, pur mantenendo la classica configurazione del periodo con le ruote collegate da un assale rigido, introduceva una struttura meglio integrata con la fusoliera abbandonando la semplice struttura tubolare adottata nei pari ruolo fino a quel momento.
Il prototipo, numero di serie D.1752/18 ed equipaggiato con un motore Mercedes D.III da 160 PS (118 kW), venne portato in volo per la prima volta con successo il 4 giugno 1918, ai comandi del pilota collaudatore dell'azienda Vizefeldwebel Heinz Ruppert. Venne quindi presentato, nel luglio di quello stesso anno, alla seconda valutazione comparativa organizzata dall'Idflieg tra prototipi di modelli D-Typ tenuta presso l'aerodromo di Adlershof, nei dintorni di Berlino, dove i piloti da caccia della Luftstreitkräfte erano invitati a partecipare direttamente alla valutazione ed alla selezione dei nuovi velivoli da destinare alla produzione di serie. In quell'occasione però il suo pilota, l'Hauptmann Wilhelm Reinhard allora comandante del Jagdgeschwader 1 (JG 1), perse il controllo del velivolo a causa del distacco dell'ala superiore precipitando a terra e rimanendo ucciso nell'impatto.

## Utilizzatori
Germania
- Luftstreitkräfte

utilizzato solo in prove di valutazione.
 Stati Uniti
- United States Army Air Service

utilizzato solo in prove di valutazione.